# 苴镇街道
苴镇街道是中华人民共和国江苏省南通市如东县下辖的一个街道办事处。
2015年3月24日，江苏省人民政府批复同意撤销掘港镇、苴镇，将原苴镇的晓桥居委会和王潭、金凤、凤阳、刘埠、蔡桥、九阳6个村委会区域，与原掘港镇的永新、振新、兴新3个居委会和肖桥、江庄、虹元3个村委会区域合并，设立如东县苴镇街道办事处，街道办事处驻振新居委会黄海中路1号；将原苴镇的何丫、环东、近海3个村委会划归长沙镇管辖。

## 行政区划
苴镇街道下辖以下村级行政区划单位：
晓桥社区、王潭村、金凤村、蔡桥村、凤阳村、刘埠村、九阳村、永新社区、振新社区、兴新社区、虹元村、江庄村和肖桥村。